# 张世德 (1936年)
张世德（1936年—2011年2月7日），男，贵州遵义人，中华人民共和国政治人物，曾任贵州省人大常委会副主任，第十届全国人大代表，中共十四大代表。